# Yellandu
Yellandu is een nagar panchayat (plaats) in het district Bhadradri Kothagudem van de Indiase staat Telangana. 

## Demografie
Volgens de Indiase volkstelling van 2001 wonen er 42.417 mensen in Yellandu, waarvan 50% mannelijk en 50% vrouwelijk is. De plaats heeft een alfabetiseringsgraad van 70%. 